# سرو بایو
سرو بایو (به اسپانیایی: Cerro Bayo) یک کوه در آرژانتین است که در استان نئوکن واقع شده‌است.